# 3454 Lieske
3454 Lieske è un asteroide della fascia principale. Scoperto nel 1981, presenta un'orbita caratterizzata da un semiasse maggiore pari a 2,2684663 UA e da un'eccentricità di 0,1566431, inclinata di 5,36224° rispetto all'eclittica.